# Winthrop (Maine)
Pour les articles homonymes, voir Winthrop.
Winthrop est une ville du comté de Kennebec, dans l’État du Maine, au nord-est des États-Unis d’Amérique. La commune compte 6 232 habitants en 2000. 

## Personnalités liées à la ville
- Emily Fairbanks Talbot (1834-1900), philanthrope américaine, y est née[2]